# BørneRiget
|  | Denne artikel beskriver en fremtidig begivenhed Denne artikel eller sektion handler om planlagt eller forventet fremtidig begivenhed. Der kan forekomme spekulativ information, og indholdet kan ændres dramatisk når begivenheden nærmer sig og mere information bliver tilgængelig. |

BørneRiget (også kendt som Mary Elizabeths Hospital) er Rigshospitalets nye hospitalsbygning til børn, unge og fødende. Det nye byggeri tages i brug i 2027.

## References
1. ↑  "Byggeriet af Mary Elizabeths Hospital udskydes 1 år – budgettet forhøjes med 661 mio. kr". Region Hovedstaden. 2024-12-03. Arkiveret fra originalen 2025-07-26.